# Vienna City Marathon

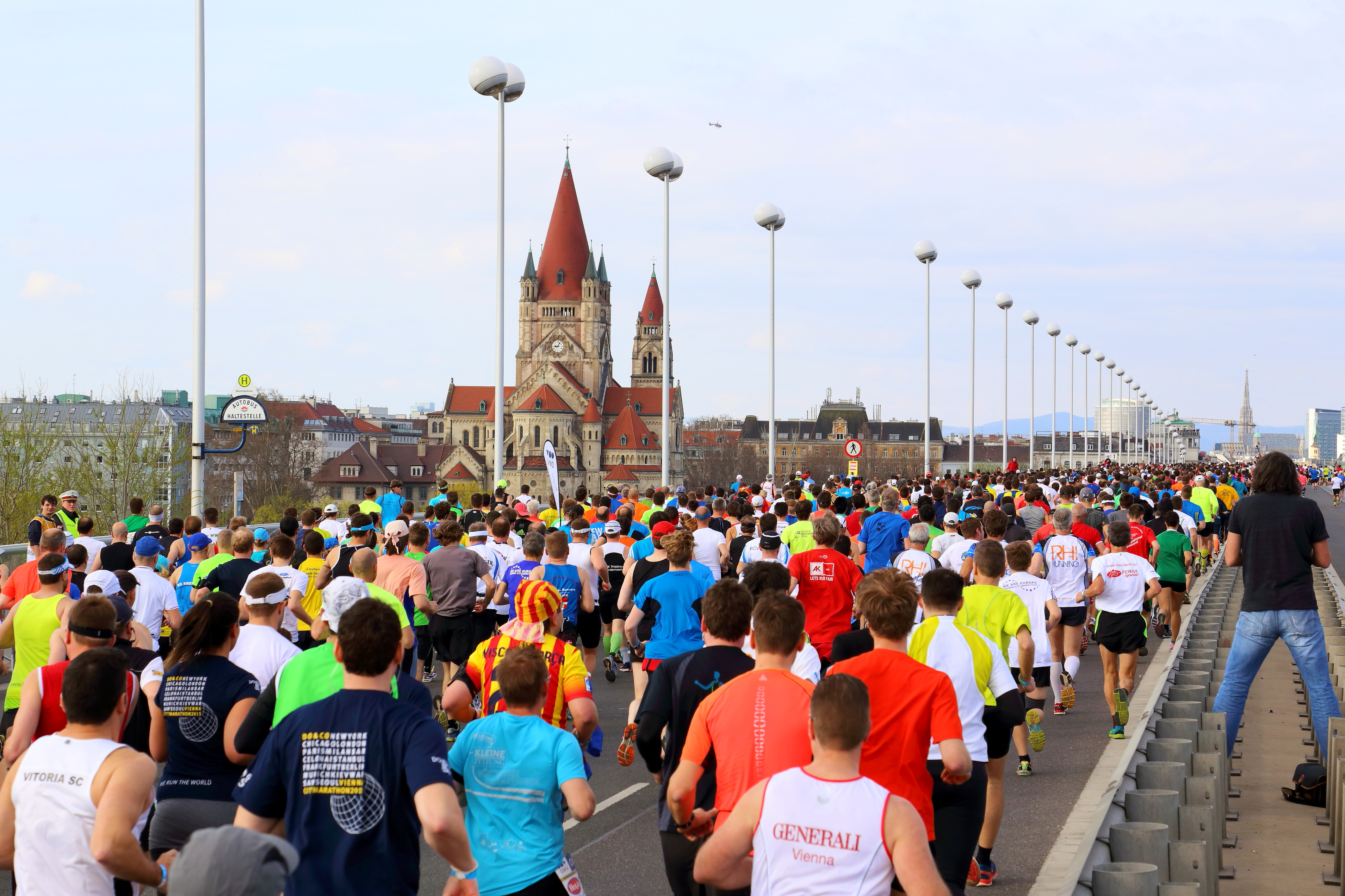
32. Vienna City Marathon (2015)

Vienna City Marathon – maraton organizowany corocznie od roku 1984 na wiosnę w Wiedniu. Największy maraton w Austrii. 
W 1987, 1991, 2000, 2003 i 2006 w ramach maratonu rozegrano mistrzostwa Austrii na tym dystansie.

## Trasa
Maraton rozpoczyna się przy Vienna International Centre, w 22. dzielnicy. Biegacze przekraczają Dunaj mostem Reichsbrückei biegną na Prater lewym brzegiem kanału dunajskiego do mostu Schwedenbrücke. Przebiegają most, przy budynku Uranii wbiegają na Ringstraße i biegną w stronę Opery Wiedeńskiej. Przy Operze wbiegają na ulicę Wienzeile w kierunku Pałacu Schönbrunn. Dalej ulicą Mariahilfer Straße wracają na Ringstraße. Biegacze, którzy biegną półmaraton kończą bieg na Heldenplatz. Pozostali, którzy biegną cały maraton, kierują się na Rathaus, dalej na Alsergrund, przekraczają kanał dunajski mostem Friedensbrücke, i biegnąc lewym brzegiem kanału drugi raz obiegają Prater. Następnie trasa prowadzi koło stadionu piłkarskiego Ernsta Happpela. Przy Lusthaus biegacze ponownie przekraczają kanał dunajski mostem Franzensbrücke. Biegną dalej wzdłuż Ringstraße i kończą bieg na Heldenplatz.

## Rekordy
Maraton
- Mężczyźni: 2:05:41, Getu Feleke (Etiopia), 2014
- Kobiety: 2:22:12, Nancy Kiprop (Kenia), 2019

Półmaraton
- Mężczyźni: 1:00:18, Haile Gebrselassie (Etiopia), 2011
- Kobiety: 1:12:03, Paula Radcliffe (Wielka Brytania), 2012